# Weiherbachtal
Das Gebiet Weiherbachtal ist ein vom Regierungspräsidium Freiburg am 9. Februar 1996 durch Verordnung ausgewiesenes Natur- und Landschaftsschutzgebiet  auf dem Gebiet der Stadt Donaueschingen.

## Lage
Das Schutzgebiet liegt nördlich des Stadtteils Wolterdingen im Tal des Weiherbachs. Es liegt an der Grenze der Naturräume Baar und Südöstlicher Schwarzwald.

## Schutzzweck
Wesentlicher Schutzzweck des Naturschutzgebietes ist laut Schutzgebietsverordnung „die Erhaltung des Weiherbachtals mit dem »Oberen Weiher« als vielfältiges und strukturreiches Mosaik von Biotopen wie unterschiedlichen Feuchtwiesentypen, Brachestadien, Großseggenrieden, Röhrichten, einzelnen Gehölzen und Gewässern [...]; als Brut-, Rast- und Überwinterungsgebiet für gefährdete Vogelarten; [und] als Gebiet mit großflächigem Vorkommen von Trollblumen-Bachkratzdistelwiesen mit ihrer charakteristischen Tier- und Pflanzenwelt.“
Der wesentliche Schutzzweck des dienenden Landschaftsschutzgebiets ist „die Sicherung des Naturschutzgebietes vor Beeinträchtigungen aus der unmittelbaren Umgebung; die ökologische Vernetzung der Teilflächen des Naturschutzgebietes [und] die Erhaltung von Wiesenflächen und anderen Strukturen, unter anderem als Nahrungsbiotop für verschiedene Vogelarten.“

## Landschaftscharakter
Im Norden des Gebiets liegt der Obere Weiher, der durch den Antau des Weiherbachs entstanden ist. Er ist umgeben von Ufergehölzen und Verlandungsbereichen. Im weiteren Verlauf nach Süden zeichnet sich das Schutzgebiet durch zahlreiche Nasswiesen beiderseits des weitgehend begradigten Weiherbachs aus.

## Zusammenhängende Schutzgebiete
Das Weiherbachtal zum FFH-Gebiet Baar, Eschach und Südostschwarzwald und zum Vogelschutzgebiet Baar und liegt außerdem im Naturpark Südschwarzwald.